# François-Marie Algoud
Pour les articles homonymes, voir Algoud.
 (janvier 2014).
François-Marie Algoud, né le 1er juillet 1920 à Bois-Colombes et mort le 5 janvier 2012 à Poissy, est un journaliste, essayiste et militant royaliste français.

## Biographie
Lycéen militant dans les Camelots du roi (branche militante de l'Action française) pendant l'entre-deux-guerres, il effectue une préparation militaire pour entrer dans la Marine, servant à partir de 1939 à Dakar. Démobilisé en 1942, il rentre en zone occupée pour travailler dans un organisme créé par le maréchal Pétain mais germanophobe, le « Centre d'information interprofessionnel ». Après la guerre, il travaillera dans le secteur privé, tout en étant proche des milieux maurrassiens et catholiques traditionalistes.
Il reprend plus tard l'action politique, en créant en 1987 le « Cercle de la Cité Vivante en 1987 », mouvement très impliqué dans la lutte contre la pornographie et l'avortement, qui devient plus tard « L'Œuvre Chrétienne de la Cité Vivante ».
On lui doit plusieurs études sur Charles Maurras, ainsi que des pamphlets (parfois sous le pseudonyme de Désiré Dutonnerre) mettant en garde contre le satanisme ou ce qu'il nomme la « démoncratie », en collaboration avec l'équipe des Éditions de Chiré. Il est également l'auteur de La Peste et le Choléra, établissant d'un point de vue chrétien et conservateur un parallèle entre le communisme et le nazisme.
Il est par ailleurs le père de six enfants, dont l'humoriste Albert Algoud ; François-Marie Algoud fut très affecté par la mort accidentelle de sa fille Véronique alors âgée de vingt-quatre ans.
Ses obsèques eurent lieu à la collégiale Notre-Dame de Poissy.

## Ouvrages
- Guide jeunesse : 1 000 mouvements, associations, organismes, centres, foyers, communautés, écoles, Paris, Fayard, 1989 ;
- Mille six-cents jeunes saints, jeunes témoins : de leur foi, de leur idéal, de toujours et de maintenant, Chiré-en-Montreuil, Éditions de Chiré, 1994, 2006 ;
- avec l'amiral Michel Berger, Culture de vie contre culture de mort ou La foi, l'Église et le bon sens, Paris, Action familiale et scolaire, 1998 ;
- avec Désiré Dutonnerre, La peste et le choléra : Marx, Hitler et leurs héritiers, Éditions de Chiré, 1999 ;
- (choix de textes), Berthe Hansenne, Lettre aux catholiques français : il faut reconstruire le temple de Dieu, Cortevaix, B. Hansenne, 2000 ;
- France, notre seule patrie : mises au point, préface de Pierre Pujo, Éditions de Chiré, 2001 ;
- Histoire et Actualité du Satanisme. La démoncratie : l'antidote, préface du RP Jean-Paul Argouarc'h, lettre de François Saint-Pierre et postface de monsieur l'abbé Pierre Molin, Éditions de Chiré, 2002 ;
- Actualité et Présence de Charles Maurras (1868-1952), t. I, Un très grand poète, la musique des vers au service de l'ordre, du beau et du vrai, Éditions de Chiré, 2004 ;
- Actualité et Présence de Charles Maurras (1868-1952), t. II, L'altissime au service de la France et de l'Église, préface de Jean-Marie Keller ; contributions d'Albert André Algoud, Michel Fromentoux et François Saint-Pierre, Éditions de Chiré, 2005 ;
- De la démocratie à la démoncratie, ou la mort programmée, Éditions de Chiré, 2008 ;
- Notre avenir est dans le passé, Éditions de Chiré, 2008 ;
- Sainte Jeanne d'Arc, la voie de l'Espérance, Éditions de Chiré, 2010[5].

## Prix
- Prix Renaissance des lettres 1998[6].[source insuffisante]